# Santa Catarina, Lerma
Santa Catarina är ett samhälle i kommunen Lerma i delstaten Mexiko i Mexiko. Orten hade 2 241 invånare vid folkräkningen år 2020.